# تيري مكفلاوين
تيري مكفلاوين (بالإنجليزية: Terry McFlynn)‏ (27 مارس 1981 في المملكة المتحدة - ) هو لاعب كرة قدم بريطاني في مركز الوسط. شارك مع منتخب أيرلندا الشمالية تحت 19 سنة لكرة القدم ومنتخب أيرلندا الشمالية تحت 21 سنة لكرة القدم. أما مع النوادي، فقد لعب مع سيدني إف سي وكوينز بارك رينجرز ونادي مارغيت ونادي وكينغ ونادي موركامب وBonnyrigg White Eagles FC ‏.

## وصلات خارجية
- تيري مكفلاوين على موقع الاتحاد الدولي (مؤرشف)  (الإنجليزية)
- تيري مكفلاوين على موقع قاعدة بيانات كرة القدم.إي يو (الإنجليزية)